# FK Krasnodar
FK Krasnodar (ryska: Футбольный клуб Краснодар) är en rysk fotbollsklubb från staden Krasnodar. Klubben grundades år 2008 och spelar sina hemmamatcher på Krasnodar Stadium.

## Historia

### Tidiga åren (2008-2011)
Grundandet av FK Krasnodar kom till då den ryske affärsmannen och mångmiljardären Sergey Galitsky ville starta en egen fotbollsklubb. Efter att ha fått sin licens beviljad tilldelades klubben den 22 februari 2008 en plats i det ryska proffssystemet, närmare bestämt i tredjeligan, vilket gjort att datumet ses som klubbens födelse.
Bara tre år efter det att klubben bildats hade de avancerat till högstaligan. Varken uppflyttningen från andra- eller tredjedivisionen kom dock på sportsliga meriter. Istället var det klubbar som inte ville flyttas upp eller inte hade de ekonomiska möjligheterna till det som gjorde att FK Krasnodar erbjöds en plats i högstaligan inför säsongen 2011/2012.

### Toppaspirant (2011-)
De två första säsongerna i högstaligan slutade FK Krasnodar på 9:e respektive 10:e plats. Därefter kunde klubben slå sig in i toppen hemma i Ryssland. Efter att bland annat ha värvat den svenska landslagsbacken Andreas Granqvist från italienska Genoa under sommaren 2013 lyfte klubben ordentligt. Säsongen 2013/2014 slutade de på en 5:e plats i ligan, vilket innebar att FK Krasnodar för första gången kvalificerat sig för Europaspel. Samma säsong nådde de även fram till den ryska cupfinalen, där FK Rostov dock kunde lyfta bucklan efter en straffläggning.
Under sin första säsong i Europa League, 2014/2015, lyckades FK Krasnodar ta sig förbi tre kvalrundor och slog på vägen ut spanska Real Sociedad. Väl i gruppspelet tog dock det roliga slut och Krasnodar förmådde inte att ta sig vidare till slutspelet. Hemma i Ryssland fortsatte dock framstegen att komma. När säsongen summerades hade FK Krasnodar för första gången nått en topp tre-placering och därmed tagit sin första ligamedalj. Till slut landade klubben på en tredjeplats, på samma poäng som andraplacerade CSKA Moskva.
Hösten 2015 tog FK Krasnodar nya steg i Europa. För första gången lyckades klubben avancera vidare från gruppspelet i Europa League. En 1-0-seger hemma mot Borussia Dortmund säkrade det historiska avancemanget. Längre än till sextondelsfinalen bar det dock inte, då Sparta Prag blev för svåra och gick vidare med sammanlagt 4-0. Hemma i Ryssland blev det dock ett steg tillbaka, då FK Krasnodar slutade på en 4:e plats i liga.
I oktober 2016 stod FK Krasnodars nya arena färdig. Efter att ha spelat på stadsrivalen Kuban Krasnodars arena flyttade FK Krasnodar in på nybyggda Krasnodar-stadion. När arenan stod färdigbyggd tog den 34 000 åskådare och hade kostat över tre miljarder kronor att bygga, vilket gör den till en av de dyraste arenorna i fotbollsvärlden. Kort därefter fick Andreas Granqvist sällskap av en landsman. I januari 2017 värvade Krasnodar Viktor Claesson från IF Elfsborg. Med svenskduon i laget kunde klubben fira nya Europa League-framgångar. Under våren slog de återigen klubbrekord, då de avancerade vidare till åttondelsfinalen. Väl där blev dock spanska Celta Vigo för svåra. I ligan förmådde FK Krasnodar dock inte att lyfta i tabellen, utan noterade sin andra raka fjärdeplats.
Säsongen 2017/2018 inleddes omedelbart med ett bakslag. För fjärde året i rad deltog FK Krasnodar i Europa League. Den här gången förmådde de dock inte att ta sig förbi kvalrundorna, utan åkte överraskande ut mot serbiska Röda Stjärnan i playoff-rundan, då Krasnodar gjort färre bortamål än sin motståndare. Mitt under säsongen kom sedan beskedet att svenske landslagskaptenen Andreas Granqvist lämnar klubben under sommaren 2018, för att återvända hem till Helsingborgs IF.

## Spelare

### Truppen
| 1  | Ryssland | Yevgeni Gorodov    | 13 december 1985 | Akhmat Groznyj (-20) |
| 39 | Ryssland | Matvej Safonov     | 25 februari 1999 | FK Krasnodar         |
| 58 | Ryssland | Stanislav Agkatsev | 9 januari 2002   | FK Krasnodar         |

| 2  | Ryssland  | Yegor Sorokin          | 4 november 1995   | Rubin Kazan (-19)            |
| 4  | Belarus   | Aljaksandr Martynovitj | 26 augusti 1987   | Dinamo Minsk (-10)           |
| 6  | Ecuador   | Cristian Ramírez       | 12 augusti 1994   | Ferencváros (-17)            |
| 12 | Paraguay  | Júnior Alonso          | 9 februari 1993   | Atlético Mineiro (-22)       |
| 18 | Ryssland  | Jevgenij Tsjernov      | 23 oktober 1992   | Rostov (-20)                 |
| 31 | Brasilien | Kaio                   | 18 september 1995 | Santa Clara (-19)            |
| 98 | Ryssland  | Sergei Petrov          | 2 januari 1991    | Zenit Sankt Petersburg (-13) |

| 3  | Polen     | Grzegorz Krychowiak | 29 januari 1990  | Lokomotiv Moskva (-21)  |
| 7  | Frankrike | Rémy Cabella        | 8 mars 1990      | Saint-Étienne (-19)     |
| 8  | Ryssland  | Yury Gazinsky       | 20 juli 1989     | Torpedo Moskva (-13)    |
| 10 | Brasilien | Wanderson           | 7 oktober 1994   | Red Bull Salzburg (-17) |
| 11 | Ryssland  | Aleksej Ionov       | 18 februari 1989 | Rostov (-20)            |
| 53 | Ryssland  | Aleksandr Chernikov | 1 februari 2000  | FK Krasnodar            |
| 74 | Armenien  | Eduard Spertsyan    | 7 juni 2000      | FK Krasnodar            |
| 88 | Ryssland  | Nikita Krivtsov     | 18 augusti 2002  | Torpedo Vladimir (-21)  |
| 89 | Ryssland  | Dmitry Stotsky      | 1 december 1989  | Ufa (-18)               |

| 9  | Colombia | Jhon Córdoba   | 11 maj 1993     | Hertha Berlin (-21)  |
| 20 | Norge    | Erik Botheim   | 10 januari 2000 | Bodö/Glimt (-22)     |
| 29 | Ryssland | Vladimir Ilyin | 20 maj 1992     | Akhmat Groznyj (-21) |

### Kända spelare
| Armenien - Jowra Movsisian (2011-2013) Brasilien - Ari (2013-) - Wanderson (2012-2017) Burkina Faso - Charles Kaboré (2015-2019) Frankrike - Rémy Cabella (2019-2022) Island - Ragnar Sigurðsson (2014-2016) - Jón Guðni Fjóluson (2018-2020) | Norge - Stefan Strandberg (2015-2019) Peru - Christian Cueva (2018-2020) Polen - Artur Jędrzejczyk (2013-2017) Portugal - Manuel Fernandes (2019-2020) Ryssland - Dmitrij Torbinskij (2015-2017) - Fjodor Smolov (2015-2018) - Igor Smolnikov (2012-2013) - Marat Izmajlov (2014-2017) | - Oleg Shatov (2018) - Pavel Mamajev (2013-2019) - Roman Sjirokov (2014-2015) - Vladimir Bystrov (2014-2017) Senegal - Moussa Konaté (2012-2014) Sverige - Andreas Granqvist (2013-2018) - Viktor Claesson (2017-2022) - Marcus Berg (2019-2021) - Kristoffer Olsson (2019-2021) Uzbekistan - Odil Ahmedov (2014-2017) |